# Балдуин V (Йерусалим)
Балдуин V (Balduin V; * 1177; † септември 1186, Акон) е крал на Йерусалим от 1183 година.

## Биография
Син е на Сибила Йерусалимска († 25 юли 1190) и нейния първи съпруг Вилхелм Монфератски „Дългия меч“ († 1177).
Неговият вуйчо, крал Балдуин IV († март 1185), който страда от лепра, го определя за свой наследник и го коронова още докато е жив на 20 ноември 1183 г. за крал. Понеже още е малолетен Балдуин V е под регентството на граф Раймонд III Триполитански.
По времето на неговото управление Саладин продължава нападенията над кралството. Младият крал умира през 1186 г. в Акон. Той е погребан в Храма на Божи гроб в Йерусалим.
Сибила и нейният втори съпруг, Ги дьо Лузинян, се съюзяват с Рено дьо Шатийон против Раймонд III. Сибила става кралица, Ги неин съвладетел, но всъщност държи властта в своите ръце. Той претърпява разгром от Саладин в битката при Хатин през 1187 г. Скоро след това голяма част от кралството е завладяно от мюсюлманите.

## Филмография
- Небесно царство